# Luiz Fernando Vampiro
Luiz Fernando Cardoso, mais conhecido como Luiz Fernando Vampiro (Criciúma, 7 de novembro de 1973) é um político e advogado brasileiro.  Atualmente exerce o cargo de secretário estadual de Educação de Santa Catarina.
Em 2014 foi eleito suplente de deputado estadual por Santa Catarina. Nas eleições de 7 de outubro de 2018 foi eleito deputado estadual de Santa Catarina para a 19.ª legislatura, pelo Movimento Democrático Brasileiro (MDB).

## Carreira política

### Vereador de Criciúma (2009-2013)
Foi eleito vereador de Criciúma com quase 3 mil votos.

### Secretário de Desenvolvimento Regional de Criciúma (2010-2014)
Licenciou-se de seu mandato de vereador para assumir como secretário de Desenvolvimento Regional do município.
Em 2011, colocou-se como pré-candidato a prefeito de Criciúma.

### Deputado estadual de Santa Catarina (2015-2023)
Em 2014, Vampiro buscou se eleger deputado estadual, obtendo 35 mil votos e ficando como suplente. Como 3 deputados do PMDB foram convocados para chefiarem secretarias na gestão de Raimundo Colombo, Vampiro assumiu como deputado estadual.  Foi membro das comissões de Direitos Humanos, Pesca e Aquicultura, Economia e Pessoas com Direitos Humanos .
Em 2018, foi reeleito como deputado estadual titular, obtendo 36 mil votos. Foi relator da comissão mista que analisou o impeachment do governador Carlos Moisés, tendo votado afavor de seu afastamento, porém contra o impeachment.

### Secretário de Infraestrutura de Santa Catarina (2017-2018)
No começo de 2017, foi nomeado secretário de Infraestrutura, teve como principal programa de sua gestão o Pacto de SC, que consistia de investimento de 4 bilhões de reais na logística estadual.
Visando os prazos para disputar as eleições de 2018, Vampiro deixou a Secretaria de Infraestrutura, sendo substituído por Paulo França, que havia sido adjunto da pasta.

### Secretário da Educação de Santa Catarina (2021-atualidade)
Após o retorno de Carlos Moisés ao governo estadual, Vampiro foi convidado para ser secretário em uma nova coalizão, representando o MDB. Inicialmente cogitado para ser o titular da Secretaria de Desenvolvimento Econômico, foi indicado para a Secretaria de Educação. Foi empossado 5 de fevereiro de 2021, em sua posse destacou a importância de melhorar a infraestrutura escolar e adequar os colégios públicos à pandemia de COVID-19.
Como secretário, geriu a volta às aulas presenciais. Em 15 de fevereiro, liberou a ocupação total das salas de aulas, citando os distintos modelos de retorno e os investimentos em capacitação escolar.
Também buscou expandir o modelo cívico-militar na educação estadual, anunciando a construção de novos colégios desse modelo ao redor de Santa Catarina.

## Desempenho em eleições
| Ano  | Eleição                    | Coligação                                                                   | Partido | Candidato a       | Votos          | Resultado |
| ---- | -------------------------- | --------------------------------------------------------------------------- | ------- | ----------------- | -------------- | --------- |
| 2008 | Municipal de Criciúma      | Todos por Criciúma (PMDB / PSB / PPS)                                       | PMDB    | Vereador          | 2.803 (2,76%)  | Eleito    |
| 2014 | Estadual em Santa Catarina | Coligação PSD, PMDB, PRB e DEM (PSD / PMDB / PRB / DEM)                     | PMDB    | Deputado estadual | 35.799 (1,09%) | Suplente  |
| 2018 | Estadual em Santa Catarina | Mais por Santa Catarina (MDB / PSDB)                                        | MDB     | Deputado estadual | 36.747 (1,09%) | Eleito    |
| 2022 | Estadual em Santa Catarina | Santa Catarina em Primeiro Lugar (Republicanos, MDB, PODE, Avante, PSC, DC) | MDB     | Deputado federal  | 59.043 (1,48%) | Suplente  |